# Quatrième insurrection kurde irakienne
La quatrième insurrection kurde irakienne éclate en 1983 pendant la guerre Iran-Irak. Le régime de Saddam Hussein la réprime violemment lors de l'opération Anfal qui cause la mort d'au moins 180 000 civils kurdes.